# Geschlechterfriedhof

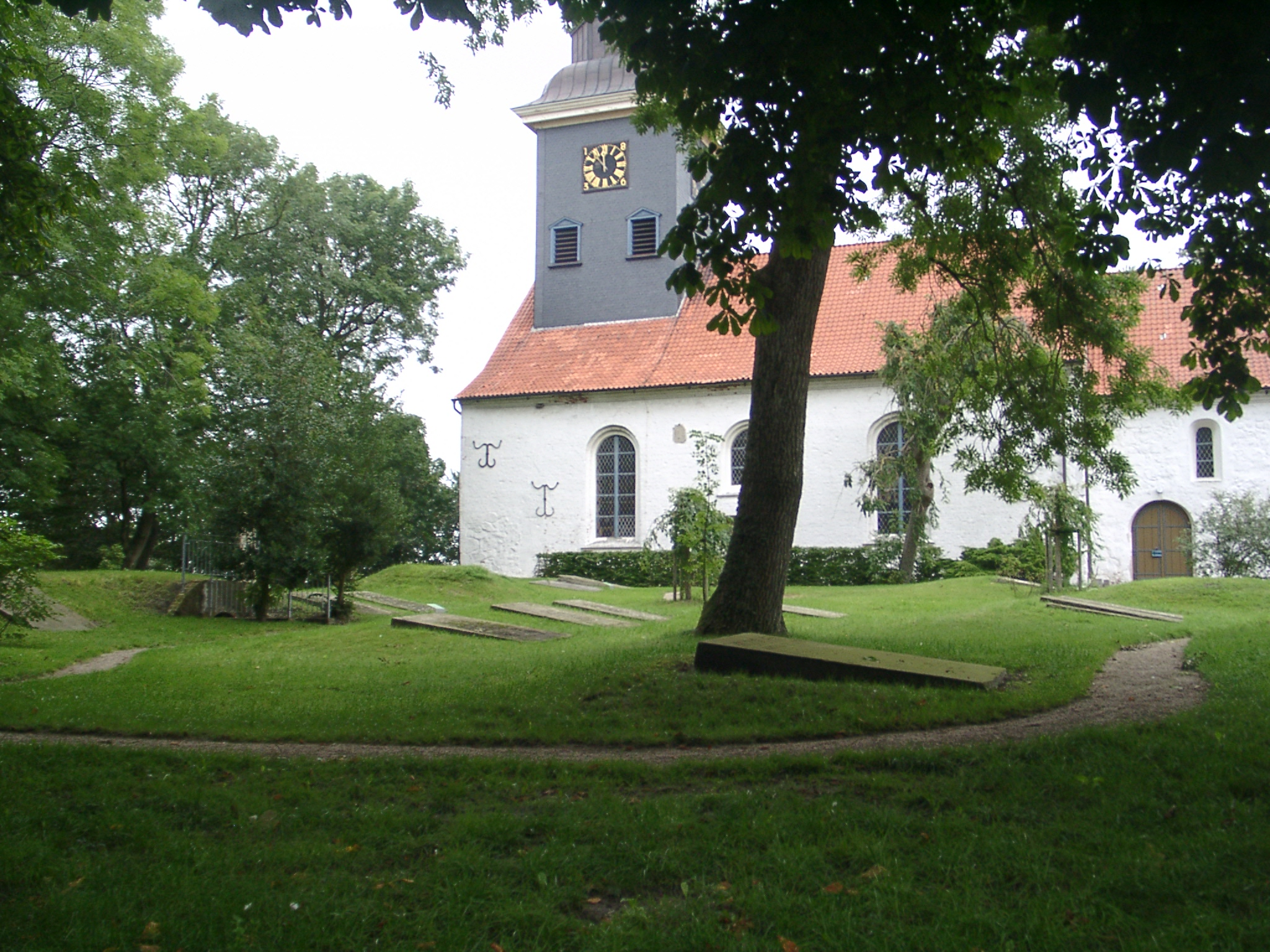
Geschlechterfriedhof mit der St. Laurentiuskirche im Hintergrund

Der Geschlechterfriedhof ist eine in der schleswig-holsteinischen Gemeinde Lunden gelegene Begräbnisstätte alter Dithmarscher Bauerngeschlechter. Seine Bedeutung liegt in der großen Zahl erhalten gebliebener Grabplatten, Stelen und gemauerter Grabkeller, die bis ins 16. Jahrhundert zurückreichen. Insgesamt befinden sich auf dem zum Kulturdenkmal ernannten Geschlechterfriedhof 67 Gräber.

## Geschichte
Einige Bauernfamilien besaßen während der Zeit der Dithmarscher Bauernrepublik regional große politische und wirtschaftliche Bedeutung. Ihre Zugehörigkeit zu den führenden Geschlechtern verschaffte ihnen nicht nur Ansehen und Reichtum, sondern bot zusätzlich Sicherheit bei den regelmäßig auftretenden Fehden. Das Zusammengehörigkeitsgefühl ging so weit, dass vor Gericht Meineide geschworen wurden, um Familienmitglieder zu schützen. Zur Stärkung der Bauerngeschlechter wurden oft Mitglieder familienfremder Abstammung aufgenommen.
Während der Dithmarscher Bauernrepublik waren Lundener Geschlechter in entscheidungsrelevanten Positionen des Rates der Achtundvierziger Regenten vertreten. Um sich von der Allgemeinheit zu unterscheiden, beanspruchten diese Familien auch auf dem Friedhof exponierte Positionen, aufwendige Grabmale, Stelen oder Grabkeller.
Obwohl aus der Gründerzeit keine Gräber mehr existieren, stammt der Geschlechterfriedhof genau wie die St. Laurentiuskirche aus dem 12. Jahrhundert. Im Jahre 1880 wurde die Begräbnisstätte geschlossen. Bestattungen finden seitdem auf einem neuen Friedhof im Süden des Ortes statt. Lediglich in der Pfahler Gruft dürfen noch Angehörige beigesetzt werden. In ihr fand letztmals im Jahre 1945 eine Bestattung statt.

## Lage
Der Geschlechterfriedhof befindet sich zum Schutz vor Überschwemmungen zusammen mit der St. Laurentiuskirche auf einer alten Düne. Selbst bei der großen Flut vom 1. November 1436 blieben beide vor den Wassermassen verschont.
Zusätzlich errichteten die Lundener Bürger eine 1 bis 2 Meter hohe Mauer um das Areal. Diese verstärkte nicht nur den Hochwasserschutz, sondern diente auch im Dänisch-Hanseatischer Krieg (1509–1512) als Bollwerk vor den heranrückenden Dänen. Ein Weg führte an der Innenseite des ummauerten Bereiches entlang. Im Laufe der Jahre entstand der Brauch, den Leichnam vor seiner Bestattungen mehrmals im Sarg auf diesem Wege entlang der Friedhofsgrenze zu tragen. Heute existiert dieser Weg nicht mehr.
Die Feldereinteilung des Friedhofes resultiert aus dem Verlauf der ehemaligen zur Begräbnisstätte führenden Hauptwege. Es handelte sich dabei um den Flehder, Lundener und Leher Stegel sowie den Presterstegel. Obwohl sämtliche Wege heute nicht mehr vorhanden sind, ist ihre ehemalige Lage bekannt. Die Gräber der reichsten und prominentesten Geschlechter liegen an diesen Hauptwegen. So befinden sich die Gräber der Sulemannen, der Wuthmannen und Swyne am Flehder Stegel, die der Nannen, Ebbingmannen und zum Teil der Russebolingmannen am Lundener Stegel. Am Presterstegel wurden Mitglieder des Geschlechts der Vorhebkemannen und einige Familien der Russebolingmannen bestattet, während die Gräber der Jerremannen und Helmkes am Leher Stegel liegen. Der Süden der Kirche schien offenbar dem Norden vorgezogen worden zu sein, denn die besonders angesehenen Geschlechter der Nannen und Swyne hatten dort ihre Bestattungsorte.
Im Südosten der Kirche existieren keine Gräber mit Grabplatten. Vermutlich wurden hier die Armen des Ortes beigesetzt.

## Grabkeller
Eine Besonderheit des Geschlechterfriedhofs sind seine Grabkeller, in der die Verstorbenen aufrecht bestattet wurden. Ein Dithmarscher Bekenntniswort lautet denn auch: „Nicht legen, sondern stahn, datt iss in Gott gedaen“. Sämtliche Grabkeller wurden vor dem Jahre 1700 errichtet. Die meisten Grabkeller sind in Ost-West-Richtung entsprechend der Orientierung der Kirche ausgerichtet, einige passen sich aber auch dem Verlauf der Wege an. Die ältesten stammen aus dem 15., der überwiegende Teil aus dem 16. und 17. Jahrhundert. Obwohl die Grabkeller vererbt oder verkauft werden konnten, blieb der ursprüngliche Name erhalten. Von ursprünglich neunzehn Grabkellern sind noch dreizehn erhalten. Viele wurden im Laufe der Jahrhunderte baufällig und sind eingestürzt. Verantwortlich dafür ist vermutlich der Diebstahl der aus Sandstein bestehenden Grababdeckungen. Da Steine in der Region kaum vorhanden sind, wurden viele als Treppenstufen missbraucht.

## Grabsteine und Stelen

### Herkunft

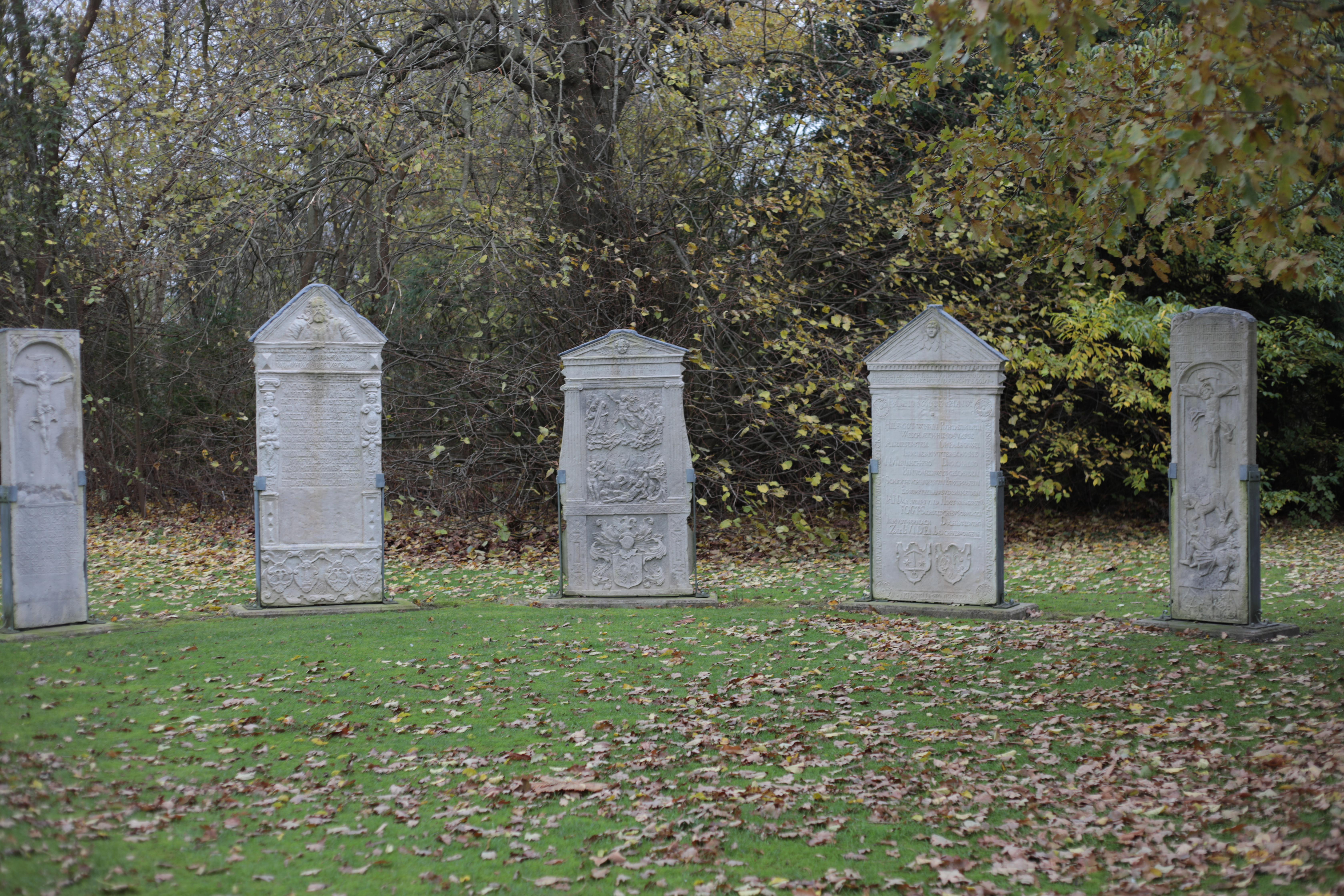
Grabstelen auf dem Geschlechterfriedhof (2019)

Die Grabsteine bestanden meist aus Wesersandstein. Sie wurden mit Schiffen über Bremen bis in die Eider zum ehemaligen Wollersumer Hafen transportiert. Einige Grabplatten stammen aus Steinbrüchen bei Namur und sind aus Belgisch Granit oder blauem Marmor. Die Rohsteine wurden oft bereits zu Lebzeiten des zu Bestattenden beschafft und bereits im Werk graviert. Lediglich das Sterbedatum fügte der Lundener Stensnider hinzu.
Neben den üblichen Grabplatten errichteten die Lundener Geschlechter vereinzelt Stelen auf den Gräbern. Heute befinden sich noch sieben Grabstelen auf dem Geschlechterfriedhof. Da sie aufgrund ihrer aufrechten Position der Witterung weniger ausgesetzt waren, blieb die Oberflächenstruktur besser erhalten als bei üblichen Grabplatten.

### Gestaltung
An den Ecken der Grabplatten wurden häufig die Zeichen der vier Evangelisten angebracht. Der Menschensohn symbolisiert den Apostel Matthäus, ein Löwe Markus, der Stier Lukas und der Adler versinnbildlicht den Apostel Johannes. Außerdem trägt jeder Grabstein das Wappen des Geschlechtes, dem der Verstorbene angehörte, auf der rechten Grabsteinseite das Wappen des Mannes und seines Geschlechtes, auf der linken die entsprechenden Angaben der Ehefrau. Eine umlaufende Inschrift führt die Namen und Daten des Verstorbenen auf. Einige Grabplatten  schmücken Kreuzigungsszenen oder Darstellungen der Auferstehung beziehungsweise des Jüngsten Gerichtes.

## Bedeutende Grabstätten

### Grab von Peter Swyn

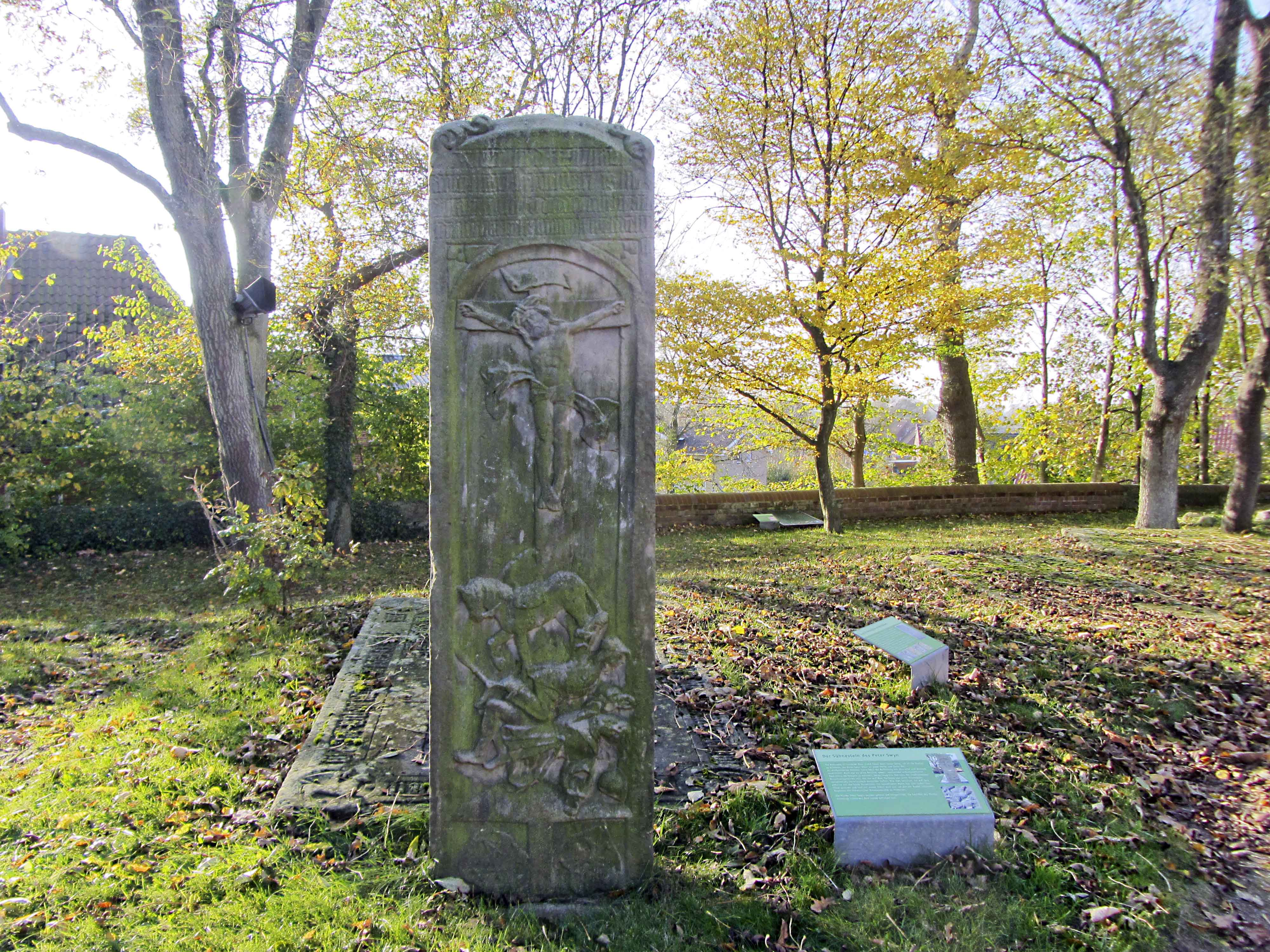
Stele und Sühnestein von Peter Swyn

Im Grab Nummer elf wurde Peter Swyn  bestattet. Seine Grabstele, ein Sühnestein, zeigt unter anderem seine Ermordung. Daneben befindet sich eine Grabplatte mit dem Worten Pater Patriae, Vater des Vaterlandes, die Swynes Erben errichteten ließen. Die Umschrift des Steins lautet: ANNO CHRISTI MDXXXVII AM DAGE MARIE HELVART DEN XV. AVGVSTI IS HIR PETER SVIIN BEGRAVEN WORDEN.

### Nannenkeller
Der größte Grabkeller des Geschlechterfriedhofs ist der Nannenkeller. Er ist 5,60 m lang, 3,20 m breit und 2,20 m hoch. Die Wanddicke der Ummauerung beträgt 0,30 m. Man erreicht ihn über eine 1,10 m breite steinerne Treppe. Diese war ursprünglich mit einer Steinplatte abgedeckt. Die daran angebrachten vier eisernen Ringe ermöglichten bei Bestattungen ihren Transport und damit den Zugang zur Treppe. Steinerne Sockel oder eiserne Stellagen dienten zum Aufstellen der Särge. Die Belüftung erfolgte über zwei Öffnungen, eine am Eingang, die andere an der Südwand. Um Feuchtigkeitseinwirkungen unkenntlich zu machen, wurde der Keller vor jeder Bestattung neu geweißt.

### Predigerkeller
Im Grab Nummer acht wurden auf Kosten der Gemeinde zahlreiche Pastoren sowie deren Familienangehörige bestattet. Es befand sich ursprünglich im Inneren der ehemaligen Süderkirche. Seine Grabplatte misst 2,60 × 1,70 m und ist aufwändig dekoriert. Neben den Symbolen der Evangelisten trägt sie die Umschrift Claves Kruse († 1617). Die Mitte der Grabplatte ziert ein großes Portal mit Giebeldach. Auf ihm ruhen zwei Engelsgestalten mit Sanduhr und Totenkopf.

## Weitere Geschlechterfriedhöfe
Einen weiteren Geschlechterfriedhof mit Sippengräbern gibt es auf dem Totenköppel bei Meiches im hessischen Vogelsberg.